# Đại chủng viện Minh Hòa
Đại chủng viện Minh Hòa là một trong các cơ sở đào tạo linh mục của Giáo hội Công giáo Rôma tại Việt Nam, tọa lạc tại thành phố Đà Lạt, tỉnh Lâm Đồng.
Đại chủng viện này được thành lập ngày 3 tháng 5 năm 2018 do Tổng giám mục Giuse Nguyễn Chí Linh - Chủ tịch Hội đồng Giám mục Việt Nam và Giám mục Phêrô Nguyễn Văn Khảm - Tổng thư ký ký quyết định. Về cơ cấu hiện tại, Đại chủng viện Minh Hòa thực ra là cơ sở II của Đại chủng viện Thánh Giuse Xuân Lộc.